# Locomotiva FS 870
Le locomotive a vapore Gruppo 870 erano locomotive costruite per varie reti ferroviarie, soprattutto per la Rete Adriatica, che le Ferrovie dello Stato riunirono nel gruppo 870 per il servizio viaggiatori su linee secondarie ad andamento altimetrico non troppo difficile.

## Storia
Le locomotive del gruppo 870, costruite a partire dal 1903 per varie società ferroviarie, nacquero dall'esigenza di economia nell'esercizio dei treni viaggiatori su linee secondarie dal profilo altimetrico non molto difficile. Vennero studiate infatti per il servizio con un solo agente coadiuvato dal capotreno e a tale scopo esisteva una porta di comunicazione tra la cabina e il primo veicolo e la ringhiera per tutto il praticabile della locomotiva.
Le consegne, che si succedettero fino al 1911, rusultarono così suddivise:
- La Società italiana per le strade ferrate meridionali, che eserciva la Rete Adriatica, acquisì 76 unità, immatricolandole come RA 2801-2876, poi gruppo RA 280.
- La Società Italiana per la Ferrovia della Valsugana (SIFV), azienda del gruppo Società Veneta che eserciva la ferrovia della Valsugana, immatricolò 6 esemplari con numerazione 2-7; tali unità furono riscattate dalle Ferrovie dello Stato nel 1913;
- La Società Italiana Ferrovie e Tramvie (SIFT), che eserciva la ferrovia Cremona-Fidenza, immatricolò 3 esemplari numerandoli 1-3; tali unità furono riscattate dalle Ferrovie dello Stato nel 1912;
- La Società Anonima della Ferrovia Valle Seriana acquistò, per la linea sociale Bergamo-Clusone, acquisì anch'essa alcune unità analoghe.
- Le restanti macchine vennero costruite per conto delle FS.

Le 870 pur non brillando nelle prestazioni si dimostrarono però delle buone ed affidabili locomotive; Vennero radiate dal servizio nel secondo dopoguerra ma alcune di esse rimasero attive nelle Ferrovie del Sud-Est fino agli anni sessanta. Altre unità furono cedute, talora in regime di noleggio, a imprese private o a ferrovie secondarie quali la Società Anonima Elettrovie Romagnole (SAER), che eserciva la Ferrovia Mantova-Peschiera (4 unità acquistate nel 1934 e rinumerate FMP 001-004).

## Caratteristiche tecniche
Le locomotive 870 erano delle macchine a tre assi accoppiati, a 2 cilindri esterni, a vapore saturo e a semplice espansione. Avevano una minore produzione di vapore, e quindi una minore potenza, rispetto alle 851 di cui conservavano le ruote alte e il rodiggio 0-3-0.
Furono progettate soprattutto per economizzare nel servizio e nel numero di macchinisti sulle linee secondarie e pianeggianti e pertanto ebbero le pedane di intercomunicazione tra locomotiva e prima carrozza del treno su ambedue le testate e il passaggio attraverso la locomotiva, sulle fiancate accanto alla caldaia, protetto da una serie di vistosi corrimano. Ciò costrinse a diminuire le scorte d'acqua e quindi l'autonomia perché le casse dovettero essere montate più in basso, ai fianchi del telaio.
Vennero costruite nel consistente numero totale di 168 unità con poche varianti tra l'una e l'altra. Come la maggior parte delle locotender italiane con rodiggio 0-3-0 venne inizialmente utilizzata per trainare convogli merci e passeggeri su molte linee secondarie; per poi essere utilizzata come locomotiva da manovra all' interno scali merci fino al termine dell'era a vapore a fronte di un impiego sempre maggiore di macchine più potenti.